# Vabs
Vabs (dansk) Vabenæs (ældre dansk) eller Waabs (tysk) er en landsby og kommune beliggende cirka 20 kilometer nordøstlig fra Egernførde på halvøen Svans i det østlige Sydslesvig. Administrativt hører kommunen under Rendsborg-Egernførde kreds i den tyske delstat Slesvig-Holsten. Kommunen samarbejder på administrativt plan med andre kommuner i omegnen i Slien-Østersø kommunefællesskab (Amt Schlei-Ostsee). Vabs / Vabenæs er sogneby i Vabs Sogn. Sognet lå i Risby Herred (Svans godsdistrikt), da Slesvig var dansk indtil 1864.

## Geografi
Den sydslesvigske kommune består af landsbyerne (Lille) Vabs (Kleinwaabs) med Strandbæk (Strandbek), Store Vabs (Großwaabs) og Langskov (Langholz) med Langhoved og bebyggelser Askbjerg (Aschenberg), Bognæs eller Bøgenæs (Booknis), Egholt (Eickholt, ved Karlsminde) med Eghoved, Flintholm, Glasholt (Glasholz), Hülsenhain eller Hylsenhain (≈Hyllelund), Høgholt (Hökholz), Karlsminde, Lerbjerg (Lehmberg), Kohoved eller Kohøved (Ludwigsburg), Neuschlag, Ritenrade, Rødesande (Rothensande), Sophiegård (Sophienhof) og Vabshof (Waabshof). I kirkebøgerne fremgår det at flere af disse bebyggelser har bestået i mere end 600 år. Bognæs (også Bøgenæs) blev allerede nævnt i 1285 som Bokaenaes. Landsbyen Vabs (også Vabenæs) blev første gang nævnt i 1382 som tho der grøten Wopense. Stednavnet er sammensat af wāpæn (sml oldnordisk vápn) for våben og -næs. Landsbyen Høgholt blev 1804/05 nævnt som Höckholz. Stednavnet henviser til en rørhøg. Langskov er første gang nævnt 1652.
Direkte ved Egernfjord ligger en cirka 12 kilometer lang naturstrand med op til 10 meter høje klinter. Fra stranden er der udsigt over fjorden til landskabet Jernved (på tysk: Dänischer Wohld). Ud mod fjorden springer Bognæs, Langhoved ved Langholt, Espensort ved Kohoved og Eghoved ved Egholt/Karlsminde frem. Kommunens højeste punkt er Kronsbjerg (Kronsberg) med 48 meter. Ved Aassø udmunder Kobæk, som udspringer et sted vest for Kohoved gods, ud i Egernfjord.

## Historie
Den nuværende kommune blev først dannet i 1928 ved den formelle opløsning af adelige godser i og omkring Vabs. Vabs Kirke er fra 1300-tallet, beliggende i Lille Vabs.
Tæt ved byen Vabs ligger herregården Kohøved (Kohoved), som i 1768 blev omdøbt til Ludvigsborg efter den danske konges statholder i Hertugdømmet Slesvig Friedrich Ludwig von Dehn. I Karlsminde befinder sig en 52 lang dysse fra yngre stenalder (Karlsminde langdysse).

## Billeder
- Kirkegade i (Lille) Vabs
- Klinten ved Egernfjord
- Strand i Langskov (Langholz)
- Bognæs (Booknis) markerer den sydøstlige pynt af halvøen Svans
- Porthus på Kohøved gods (Gut Ludwigsburg)